# Ligue des champions de l'AFC 2022
Navigation
Édition précédente Édition suivante
La Ligue des champions de l'AFC 2022-2023 est la 41e édition de la plus prestigieuse des compétitions inter-clubs asiatiques de football, la 20e édition le nom de Ligue des champions. Elle oppose les meilleurs clubs d'Asie qui se sont illustrés dans leurs championnats respectifs la saison précédente.

## Participants
Les 47 associations membres de l' AFC sont classées en fonction des performances de leurs clubs au cours des quatre dernières années dans les compétitions de clubs de l'AFC (le classement mondial de la FIFA de leur équipe nationale n'est plus pris en compte).  Les créneaux sont attribués selon les critères suivants selon le manuel d'inscription: 
- Les associations sont divisées en deux régions (article 3.1):
  - La région de l'Ouest comprend les 25 associations de la Fédération de football d'Asie occidentale (WAFF), de la Fédération sud-asiatique de football (SAFF) et de l' Association de football d'Asie centrale (CAFA).
  - La région de l'Est comprend les 22 associations de la Fédération de football de l' ASEAN (AFF) et de la Fédération de football de l'Asie de l' Est (EAFF).
  - L'AFC peut réattribuer une ou plusieurs associations dans une autre région si nécessaire pour des raisons sportives.
- Les 12 meilleures associations de chaque région sont éligibles pour participer à la Ligue des champions de l'AFC.
- Dans chaque région, il y a cinq groupes dans la phase de groupes, dont 16 places directes, les 4 places restantes étant remplies lors des barrages de qualification (article 3.2). Les places dans chaque région sont répartis comme suit: 
  - Les associations classées 1er et 2e se voient attribuer chacune trois places directs et une place de barrage.
  - Les associations classées 3e et 4e se voient attribuer chacune deux places directs et deux places de barrage.
  - Les associations classées 5e se voient attribuer chacune une places directs et deux places de barrage.
  - Les associations classées 6e se voient attribuer chacune une places direct et une place de barrage.
  - Les associations classées 7e à 10e se voient attribuer chacune une places direct.
  - Les associations classées 11e à 12e se voient attribuer chacune une place de barrage.
- Les détenteurs du titre de la Ligue des champions de l'AFC et les détenteurs du titre de la Coupe de l'AFC se voient chacun attribuer une place pour les barrages s'ils ne se qualifient pas pour le tournoi par le biais de performances nationales (article 3.6). Les règles suivantes sont appliquées:
  - Si les détenteurs du titre de la Ligue des champions de l'AFC ou des détenteurs du titre de la Coupe de l'AFC sont issus d'associations classées de la 1ère à la 6e, leur association se voit attribuer le même nombre de places de barrage, et ils remplacent l'équipe la moins classée de leur association. Dans le cas contraire, leur association se voit attribuer une place supplémentaire pour les barrages et ne remplace aucune équipe de son association (articles 3.8, 3.9 et 3.10).
  - Si les détenteurs du titre de la Ligue des champions de l'AFC et ceux de la Coupe de l'AFC appartiennent à la même association à laquelle une seule place de barrage est allouée, leur association se voit attribuer une place de barrage supplémentaire, et seule l'équipe la moins classée de leur association est remplacé en conséquence (article 3.11).
  - Les détenteurs du titre de la Ligue des champions de l'AFC et des détenteurs du titre de la Coupe de l'AFC sont les équipes les moins classées dans les barrages de qualification s'ils ne remplacent aucune équipe de leur association (article 3.12).
- Si une association classée de la 1ère à la 6e ne remplit aucun des critères de la Ligue des champions de l'AFC, toutes ses places directes sont converties en places de barrage. Les créneaux directs cédés sont redistribués à l'association éligible la plus élevée selon les critères suivants (articles 3.13 et 3.14):
  - Pour chaque association, le nombre maximal de créneaux horaires au total est de quatre et le nombre maximal de créneaux horaires directs est de trois (articles 3.4 et 3.5).
  - Si une association classée de la 3e à la 6e se voit attribuer un emplacement direct supplémentaire, un emplacement de barrage est annulé et non redistribué.
  - Si une association classée 5e à 6e se voit attribuer deux emplacements directs supplémentaires, un emplacement de play-off est annulé et non redistribué.
- Si une association classée 7e à 10e ne remplit aucun des critères de l'AFC Champions League, elle voit sa place directe convertie en place de barrage. La place directe abandonnée est redistribuée à l'association suivante classée 11e ou 12e, dont la place de barrage est annulée et non redistribuée, ou si aucune n'est éligible, l'association éligible la plus élevée selon les mêmes critères que ceux mentionnés ci-dessus (articles 3.16 et 3.17) .
- Si une association avec uniquement des places de barrage, y compris toute association classée 11e à 12e ou celles mentionnées ci-dessus, ne remplit pas les critères minimum de l'AFC Champions League, la ou les places de barrage sont annulées et non redistribuées (Articles 3.19 et 3.20).
- Pour chaque association, le nombre maximum de places totales est d'un tiers du nombre total d'équipes éligibles (hors équipes étrangères) dans la première division (article 3.4). Si cette règle est appliquée, toutes les places directes cédées sont redistribuées selon les mêmes critères que ceux mentionnés ci-dessus, et les places de barrage sont annulées et non redistribuées (article 9.10).
- Toutes les équipes participantes doivent obtenir une licence AFC Champions League et, à l'exception des vainqueurs de coupe, terminer dans la moitié supérieure de leur première division (articles 7.1 et 9.5). Si une association n'a pas suffisamment d'équipes qui satisfont à ces critères, les places directes cédées sont redistribuées selon les mêmes critères que ceux mentionnés ci-dessus, et les places de barrage sont annulées et non redistribuées (article 9.9).
- Si une équipe bénéficiant d'une licence refuse de participer, son créneau, direct ou play-off, est annulé et non redistribué (article 9.11).

| Classement | Classement | Membre de la Fédération | Points | Nombre de places | Nombre de places |
| Région     | AFC        | Membre de la Fédération | Points | Phase de groupes | Barrages         |
| ---------- | ---------- | ----------------------- | ------ | ---------------- | ---------------- |
| 1          | 2          | Qatar                   | 97.644 | 4                | 0                |
| 2          | 4          | Arabie saoudite         | 88.449 | 3                | 1                |
| 3          | 6          | Iran                    | 81.724 | 2                | 0                |
| 4          | 7          | Émirats arabes unis     | 61.870 | 2                | 2                |
| 5          | 9          | Irak                    | 48.992 | 1                | 1                |
| 6          | 10         | Ouzbékistan             | 45.562 | 1                | 1                |
| 7          | 12         | Jordanie                | 33.852 | 1                | 0                |
| 8          | 15         | Inde                    | 29.576 | 1                | 0                |
| 9          | 17         | Tadjikistan             | 28.361 | 1                | 0                |
| 10         | 20         | Turkménistan            | 26.532 | 1                | 0                |
| 11         | 21         | Liban                   | 24.746 | 0                | 0                |
| 12         | 22         | Syrie                   | 22.505 | 0                | 1                |

| Classement | Classement | Membre de la Fédération | Points | Nombre de places | Nombre de places | Nombre de places |
| Région     | AFC        | Membre de la Fédération | Points | Phase de groupes | Barrages         | Barrages         |
| Région     | AFC        | Membre de la Fédération | Points | Phase de groupes | Barrages         | Tour prél.       |
| ---------- | ---------- | ----------------------- | ------ | ---------------- | ---------------- | ---------------- |
| 1          | 1          | Chine                   | 100.00 | 3                | 0                | 0                |
| 2          | 3          | Japon                   | 93.321 | 3                | 1                | 0                |
| 3          | 5          | Corée du Sud            | 85.979 | 2                | 2                | 0                |
| 4          | 8          | Thaïlande               | 51.189 | 2                | 2                | 0                |
| 5          | 11         | Australie               | 40.896 | 1                | 1                | 1                |
| 6          | 13         | Philippines             | 23.130 | 1                | 0                | 1                |
| 7          | 14         | Corée du Nord           | 30.100 | 0                | 0                | 0                |
| 8          | 16         | Viêt Nam                | 28.571 | 1                | 0                | 0                |
| 9          | 18         | Malaisie                | 26.960 | 1                | 0                | 0                |
| 10         | 19         | Singapour               | 26.607 | 1                | 0                | 0                |
| 11         | 23         | Hong Kong               | 19.945 | 1                | 0                | 0                |
| 12         | 27         | Birmanie                | 12.756 | 0                | 0                | 1                |

### Participants de la zone occidentale
|     | Qatar            | Arabie Saoudite |
| --- | ---------------- | --------------- |
| 1er | Al-Sadd SC C     | Al-Hilal FC T   |
| C   | Al-Duhail SC 2e  | Al-Faisaly Club |
| 2e  | Al-Rayyan SC 3e  | Al-Shabab       |
| 3e  | Al-Gharafa SC 4e | Aucun           |

|     | Iran           | Émirats arabes unis    |
| --- | -------------- | ---------------------- |
| 1er | Foolad Ahvaz C | Al-Jazira Club         |
| C   | Sepahan 2e     | Shabab Al-Ahli Club 3e |

|     | Irak             | Ouzbékistan        | Jordanie           | Inde        | Tadjikistan        | Turkménistan    |
| --- | ---------------- | ------------------ | ------------------ | ----------- | ------------------ | --------------- |
| 1er | Air Force Club C | Pakhtakor Tachkent | Al-Weehdat Club 2e | Mumbai City | Istiqlol Douchanbé | FK Ahal Änew 2e |

| Barrages                                                                                                   | Barrages                                                                    |
| --- | --------------------------------------------------------------------------- |
| - Arabie Saoudite : Al-Taawoun 4e - Émirats arabes unis : Baniyas SC - Émirats arabes unis : Sharjah FC 4e | - Irak : Al-Zawra'a SC - Ouzbékistan : Nasaf Qarshi C - Syrie : Al Jaish 2e |

### Participants de la zone orientale
|     | Chine                 | Japon               |
| --- | --------------------- | ------------------- |
| 1er | Shandong Taishan FC C | Kawasaki Frontale   |
| C   | Shanghai Port FC 2e   | Urawa Red Diamonds  |
| 2e  | Guangzhou FC 3e       | Yokohama F. Marinos |

|     | Corée du Sud           | Thaïlande        |
| --- | ---------------------- | ---------------- |
| 1er | Jeonbuk Hyundai Motors | BG Pathum United |
| C   | Jeonnam Dragons        | Chiangrai United |

|     | Australie      | Philippines | Viêt Nam          | Malaisie           | Singapour         | Hong Kong  |
| --- | -------------- | ----------- | ----------------- | ------------------ | ----------------- | ---------- |
| 1er | Melbourne City | United City | Hoàng Anh Gia Lai | Johor Darul Ta'zim | Lion City Sailors | Kitchee SC |

| Barrages                                                                          | Barrages                                                                          |
| --------------------------------------------------------------------------------- | --------------------------------------------------------------------------------- |
| - Chine : Changchun Yatai 4e - Japon : Vissel Kobe - Corée du Sud : Ulsan Hyundai | - Corée du Sud : Daegu FC - Thaïlande : Buriram United - Thaïlande : Thai Port FC |
| Tour préliminaire                                                                 |                                                                                   |
| - Australie : Sydney FC - Australie : Melbourne Victory C                         | - Philippines : Kaya FC C - Birmanie : Shan United                                |

## Calendrier
| Nom                                             | Tirage au sort                                                   | Zone occidentale                          | Zone occidentale                          | Zone orientale                            | Zone orientale                            |
| ----------------------------------------------- | ---------------------------------------------------------------- | ----------------------------------------- | ----------------------------------------- | ----------------------------------------- | ----------------------------------------- |
| Phase qualificative                             |                                                                  |                                           |                                           |                                           |                                           |
| Tour préliminaire                               | Pas de tirage au sort                                            | -                                         | -                                         | 8 mars 2022                               | 8 mars 2022                               |
| Barrages                                        | Pas de tirage au sort                                            | 15 mars 2022                              | 15 mars 2022                              | 15 mars 2022                              | 15 mars 2022                              |
| Phase de groupes                                |                                                                  |                                           |                                           |                                           |                                           |
| Journées 1 et 6 Journées 2 et 5 Journées 3 et 4 | 27 janvier 2022 à Kuala Lumpur                                   | 7 & 8 avril 10 & 11 avril 14 & 15 avril   | 26 & 27 avril 22 & 23 avril 18 & 19 avril | 15 & 16 avril 18 & 19 avril 21 & 22 avril | 30 & 1er mai 27 & 28 avril 24 & 25 avril  |
| Phase à élimination directe                     |                                                                  |                                           |                                           |                                           |                                           |
| Huitièmes de finale                             | 27 janvier 2022 à Kuala Lumpur                                   | 19 & 20 février 2023                      | 19 & 20 février 2023                      | 18 & 19 août 2022                         | 18 & 19 août 2022                         |
| Quarts de finale                                | 21 février 2023 (zone occidentale) 20 aout 2022 (zone orientale) | 23 février 2023                           | 23 février 2023                           | 22 août 2022                              | 22 août 2022                              |
| Demi-finale                                     | 21 février 2023 (zone occidentale) 20 aout 2022 (zone orientale) | 26 février 2023                           | 26 février 2023                           | 25 août 2022                              | 25 août 2022                              |
| Finale                                          | 21 février 2023 (zone occidentale) 20 aout 2022 (zone orientale) | 29 avril 2023 (aller) 6 mai 2023 (retour) | 29 avril 2023 (aller) 6 mai 2023 (retour) | 29 avril 2023 (aller) 6 mai 2023 (retour) | 29 avril 2023 (aller) 6 mai 2023 (retour) |

## Tour de barrages

### Tour préliminaire
| Club              | Score  | Club           |
| ----------------- | ------ | -------------- |
| Sydney FC         | 5 - 0  | Kaya FC        |
| Melbourne Victory | Annulé | Shan United FC |

- Qualifié pour les Barrages

| 8 mars 2022    | Sydney FC                                              | 5 - 0   | Kaya FC        | Stade Jubilee, Sydney                         |                                               |
| 19h30 (UTC+11) | Buhagiar 37e · Bobô 47e 49e (pen.) · le Fondre 71e 81e | (1 - 0) |                | Spectateurs : 435 Arbitrage : Rowan Arumughan | Spectateurs : 435 Arbitrage : Rowan Arumughan |
| 19h30 (UTC+11) |                                                        | Rapport | 90+1e Mitchell | Spectateurs : 435 Arbitrage : Rowan Arumughan | Spectateurs : 435 Arbitrage : Rowan Arumughan |

|  | Melbourne Victory | Annulé | Shan United |  |  |
|  |                   |        |             |  |  |

### Barrages
| Club            | Score                | Club              |
| Asie de l'Ouest | Asie de l'Ouest      | Asie de l'Ouest   |
| --------------- | -------------------- | ----------------- |
| Al-Taawoun      | 1 - 1 ap (5 - 4) tab | Al Jaish          |
| Baniyas SC      | 0 - 2                | Nasaf Qarshi      |
| Sharjah FC      | 1 - 1 ap (6 - 5) tab | Al-Zawra'a SC     |
| Asie de l'Est   |                      |                   |
| Changchun Yatai | Annulé               | Sydney FC         |
| Vissel Kobe     | 4 - 3 ap             | Melbourne Victory |
| Ulsan Hyundai   | 3 - 0                | Thai Port FC      |
| Daegu FC        | 1 - 1 ap (3 - 2) tab | Buriram United    |

- Qualifié pour la phase de groupes

Région Ouest
| 15 mars 2022  | Al-Taawoun                                     | 1 - 1 a. p.           | Al Jaish                                                    | Stade King Abdullah Sport City, Buraydah |                              |
| 18h50 (UTC+3) | Al-Nabit 81e                                   | (0 - 0, 1 - 1, 1 - 1) | 70e Al Wakid                                                | Arbitrage : Sivakorn Pu-udom             | Arbitrage : Sivakorn Pu-udom |
| 18h50 (UTC+3) |                                                | Rapport               | 45+1e Hanan · 65e Ghareer · 91e Al Meshleb · 100e Al Issa · | Arbitrage : Sivakorn Pu-udom             | Arbitrage : Sivakorn Pu-udom |
| 18h50 (UTC+3) | Al-Sobhi · Tawamba · Hawsawi · Cássio · Medrán | Tirs au but 5 - 4     | Al Salih · Hamad · Al Turk · Meshleb · Amer                 | Arbitrage : Sivakorn Pu-udom             | Arbitrage : Sivakorn Pu-udom |

| 15 mars 2022  | Baniyas SC                 | 0 - 2   | Nasaf Qarshi                    | Stade Baniyas, Abou Dabi |                       |
| 20h15 (UTC+4) |                            | (0 - 1) | 27e Nasrullayev · 75e Norchayev | Arbitrage : Ali Sabah    | Arbitrage : Ali Sabah |
| 20h15 (UTC+4) | Awana 70e · Al-Hashemi 86e | Rapport | 34e Mozgovoy                    | Arbitrage : Ali Sabah    | Arbitrage : Ali Sabah |

| 15 mars 2022  | Sharjah FC                                                    | 1 - 1 a. p.           | Al-Zawra'a SC                                       | Stade de Sharjah, Charjah |                          |
| 20h15 (UTC+4) | Ba Wazir 89e (pen.)                                           | (0 - 0, 1 - 1, 1 - 1) | 62e Abdul-Amir                                      | Arbitrage : Kim Dae-Yong  | Arbitrage : Kim Dae-Yong |
| 20h15 (UTC+4) | Rashid 12e · Abdulrahman 59e · Saleh 59e                      | Rapport               | 86e Hassan ·                                        | Arbitrage : Kim Dae-Yong  | Arbitrage : Kim Dae-Yong |
| 20h15 (UTC+4) | Ba Wazir · Shukurov · Saleh · Caio · Abdulbasit · Abdulrahman | Tirs au but 6 - 5     | Midani · Abdul-Amir · Touil · Ridha · Kamil · Hasan | Arbitrage : Kim Dae-Yong  | Arbitrage : Kim Dae-Yong |

Région Est
|  | Changchun Yatai | Annulé | Sydney FC |  |  |
|  |                 |        |           |  |  |

| 15 mars 2022  | Vissel Kobe                              | 4 - 3 a. p.           | Melbourne Victory               | Stade du parc Misaki, Kobe                   |                                              |
| 19h00 (UTC+9) | Iniesta 6e · Osako 80e 87e · Lincoln 95e | (1 - 1, 3 - 3, 4 - 3) | 12e 71e D'Agostino · 90e Folami | Spectateurs : 7 861 Arbitrage : Hanna Hattab | Spectateurs : 7 861 Arbitrage : Hanna Hattab |
| 19h00 (UTC+9) | Sakai 108e · Hatsuse 116e                | Rapport               | 26e Davidson · 44e Miranda      | Spectateurs : 7 861 Arbitrage : Hanna Hattab | Spectateurs : 7 861 Arbitrage : Hanna Hattab |

| 15 mars 2022  | Ulsan Hyundai                           | 3 - 0   | Thai Port FC                              | Stade d'Ulsan Munsu, Ulsan                      |                                                 |
| 19h00 (UTC+9) | Choi 13e · Um 82e · Leonardo 88e (pen.) | (1 - 0) |                                           | Spectateurs : 1 569 Arbitrage : Adham Makhadmeh | Spectateurs : 1 569 Arbitrage : Adham Makhadmeh |
| 19h00 (UTC+9) |                                         | Rapport | 53e Thawornsak · 85e Namvech · 90e Suárez | Spectateurs : 1 569 Arbitrage : Adham Makhadmeh | Spectateurs : 1 569 Arbitrage : Adham Makhadmeh |

| 15 mars 2022  | Daegu FC                            | 1 - 1 a. p.           | Buriram United                                       | DGB Daegu Bank Park, Daegu                    |                                               |
| 19h00 (UTC+9) | Cesinha 120+1e                      | (0 - 0, 0 - 0, 0 - 0) | 119e Bolingi                                         | Spectateurs : 3 271 Arbitrage : Bijan Heydari | Spectateurs : 3 271 Arbitrage : Bijan Heydari |
| 19h00 (UTC+9) | Park 68e · Kim Hee-seung 90+1e      | Rapport               | 105+1e Sulaka · 120+1e Bolingi ·                     | Spectateurs : 3 271 Arbitrage : Bijan Heydari | Spectateurs : 3 271 Arbitrage : Bijan Heydari |
| 19h00 (UTC+9) | Lamas · Suzuki · Lee · Kim Jin-hyuk | Tirs au but 3 - 2     | Haiprakhon · Bunmathan · Bolingi · Maikami · Mueanta | Spectateurs : 3 271 Arbitrage : Bijan Heydari | Spectateurs : 3 271 Arbitrage : Bijan Heydari |

## Phase de groupes
| [[Fichier:Outline map of Middle East 2.svg\|650px\|{{#if:\|{{{alt}}}\|Ligue des champions de l'AFC 2022 est dans la page Moyen-Orient.]]Doha Al-Rayyan Riyad Al Faisaly Al-Taawoun Ahvaz Ispahan Al-Jazira Al-Ahli Sharjah Air Force Club Tachkent Qarshi Al-Weehdat Mumbai Douchanbé Änew Doha Al-Sadd SC · Al-Duhail SC · Al-Gharafa SC Riyad Al-Hilal FC · Al-Shabab Localisation géographique des clubs d'Asie de l'Ouest participant à la phase de groupes. | |
| [[Fichier:Asia_laea_location_map.svg\|650px\|{{#if:\|{{{alt}}}\|Ligue des champions de l'AFC 2022 est dans la page Asie.]]Shandong Shanghai Guangzhou Grand Tokyo Kobe Jeonbuk Jeonnam Ulsan Daegu Pathum Chiangrai United City Hoàng Anh Gia Lai Johor Lion City Sailors Kitchee Grand Tokyo Kawasaki Frontale · Urawa Red Diamonds · Yokohama F. Marinos Localisation géographique des clubs d'Asie de l'Est participant à la phase de groupes.                | [[Fichier:Australia location map conic.png\|350px\|{{#if:\|{{{alt}}}\|Ligue des champions de l'AFC 2022 est dans la page Australie.]]Melbourne Sydney Localisation géographique des clubs d'Asie de l'Est australiens participant à la phase de groupes. |

### Format et tirage au sort
Le tirage au sort a lieu le 27 janvier 2022 à Kuala Lumpur. Les quarante équipes (20 Asie de l'Ouest et 20 Asie de l'Est) participantes sont placées dans quatre chapeaux de cinq équipes, sur la base des règles suivantes :
- les clubs sont répartie dans les chapeaux suivant leurs résultats en championnat et en coupe national et du classement AFC des pays.
- avec comme restriction l'impossibilité pour deux équipes d'une même association de se rencontrer dans un groupe.

| Chapeau 1         | Chapeau 2             | Chapeau 3             | Chapeau 4           |
| ----------------- | --------------------- | --------------------- | ------------------- |
| Al-Sadd SC Ch C   | Al Faisaly Club C     | Pakhtakor Tachkent Ch | Air Force Club Ch C |
| Al-Hilal FC T Ch  | Sepahan Ispahan       | Al-Weehdat Club Ch    | Al-Taawoun          |
| Foolad Ahvaz Ch C | Shabab Al-Ahli Club C | Mumbai City Ch        | Nasaf Qarshi C      |
| Al-Jazira Club Ch | Al-Rayyan SC          | Istiqlol Douchanbé Ch | Sharjah FC          |
| Al-Duhail SC C    | Al-Shabab Riyad       | FK Ahal Änew Ch       | Al-Gharafa SC       |

| Chapeau 1                 | Chapeau 2            | Chapeau 3             | Chapeau 4         |
| ------------------------- | -------------------- | --------------------- | ----------------- |
| Shandong Taishan FC Ch C  | Urawa Red Diamonds C | United City Ch        | Melbourne City Ch |
| Kawasaki Frontale Ch      | Jeonnam Dragons C    | Kitchee SC Ch         | Sydney FC         |
| Jeonbuk Hyundai Motors Ch | Chiangrai United C   | Hoàng Anh Gia Lai Ch  | Vissel Kobe       |
| BG Pathum United Ch       | Guangzhou FC         | Johor Darul Ta'zim Ch | Ulsan Hyundai     |
| Shanghai Port FC          | Yokohama F. Marinos  | Lion City Sailors Ch  | Daegu FC          |

T : Tenant du titre
Ch : Champion national
C : Vainqueur de la coupe nationale
- Qualifié pour les huitièmes de finale

### Matchs et classements de la phase de groupes

#### Critères de départage
Selon l'article 10.5 du règlement de la compétition, en cas d’égalité de points de plusieurs équipes à l'issue des matches de groupe, les critères suivants sont appliqués dans l'ordre indiqué pour établir leur classement :
1. plus grand nombre de points obtenus dans les matches de groupe disputés entre les équipes concernées ;
2. meilleure différence de buts dans les matches du groupe disputés entre les équipes concernées;
3. plus grand nombre de buts marqués dans les matches du groupe disputés entre les équipes concernées;
4. plus grand nombre de buts marqués à l’extérieur dans les matches du groupe disputés entre les équipes concernées;
5. si, après l’application des critères 1 à 4, plusieurs équipes sont toujours à égalité, les critères 1 à 4 sont à nouveau appliqués exclusivement aux matches entre les équipes concernées afin de déterminer leur classement final. Si cette procédure ne donne pas de résultat, les critères 6 à 12 s’appliquent;
6. meilleure différence de buts dans tous les matches du groupe;
7. plus grand nombre de buts marqués dans tous les matches du groupe;
8. tirs au but, si deux équipes seulement sont impliquées et qu'elles se sont rencontrés au dernier tour du groupe;
9. plus faible total de points disciplinaires sur la base uniquement des cartons jaunes et des cartons rouges reçus durant tous les matches du groupe, (expulsion pour deux cartons jaunes au cours d'un match = 3 points);
10. meilleur classement de la fédération à laquelle appartient l'équipe.

Légende des classements
- Qualifié pour les huitièmes de finale
- Les 6 meilleures deuxièmes équipes qualifiées pour les huitièmes de finale

Légende des résultats
- Victoire à domicile
- Match nul
- Victoire à l'extérieur

### Groupe A
| Rang | Équipe             | Pts | J | G | N | P | Bp | Bc | Diff |  | Résultats (▼ dom., ► ext.) |     |     |     |     |
| ---- | ------------------ | --- | - | - | - | - | -- | -- | ---- |  | -------------------------- | --- | --- | --- | --- |
| 1    | Al-Hilal FC        | 13  | 6 | 4 | 1 | 1 | 11 | 5  | +6   |  | Al-Hilal FC                |     | 0-2 | 2-1 | 1-0 |
| 2    | Al-Rayyan SC       | 13  | 6 | 4 | 1 | 1 | 10 | 7  | +3   |  | Al-Rayyan SC               | 0-3 |     | 3-1 | 1-0 |
| 3    | Sharjah FC         | 5   | 6 | 1 | 2 | 3 | 7  | 11 | -4   |  | Sharjah FC                 | 2-2 | 1-1 |     | 2-1 |
| 4    | Istiqlol Douchanbé | 3   | 6 | 1 | 0 | 5 | 5  | 10 | -5   |  | Istiqlol Douchanbé         | 0-3 | 2-3 | 2-0 |     |

### Groupe B
| Rang | Équipe         | Pts | J | G | N | P | Bp | Bc | Diff |  | Résultats (▼ dom., ► ext.) |     |     |     |     |
| ---- | -------------- | --- | - | - | - | - | -- | -- | ---- |  | -------------------------- | --- | --- | --- | --- |
| 1    | Al-Shabab      | 16  | 6 | 5 | 1 | 0 | 18 | 1  | +17  |  | Al-Shabab                  |     | 6-0 | 3-0 | 3-0 |
| 2    | Mumbai City    | 7   | 6 | 2 | 1 | 3 | 3  | 11 | -8   |  | Mumbai City                | 0-3 |     | 1-0 | 0-0 |
| 3    | Air Force Club | 7   | 6 | 2 | 1 | 3 | 7  | 10 | -3   |  | Air Force Club             | 1-1 | 1-2 |     | 3-2 |
| 4    | Al-Jazira Club | 4   | 6 | 1 | 1 | 4 | 4  | 10 | -6   |  | Al-Jazira Club             | 0-2 | 1-0 | 1-2 |     |

### Groupe C
| Rang | Équipe              | Pts | J | G | N | P | Bp | Bc | Diff |  | Résultats (▼ dom., ► ext.) |     |     |     |     |
| ---- | ------------------- | --- | - | - | - | - | -- | -- | ---- |  | -------------------------- | --- | --- | --- | --- |
| 1    | Foolad Ahvaz        | 12  | 6 | 3 | 3 | 0 | 5  | 2  | +3   |  | Foolad Ahvaz               |     | 1-1 | 0-0 | 1-0 |
| 2    | Shabab Al-Ahli Club | 10  | 6 | 2 | 4 | 0 | 14 | 7  | +7   |  | Shabab Al-Ahli Club        | 1-1 |     | 8-2 | 2-1 |
| 3    | Al-Gharafa SC       | 5   | 6 | 1 | 2 | 3 | 7  | 14 | -7   |  | Al-Gharafa SC              | 0-1 | 1-1 |     | 2-0 |
| 4    | FK Ahal Änew        | 4   | 6 | 1 | 1 | 4 | 6  | 9  | -3   |  | FK Ahal Änew               | 0-1 | 1-1 | 4-2 |     |

### Groupe D
| Rang | Équipe             | Pts | J | G | N | P | Bp | Bc | Diff |  | Résultats (▼ dom., ► ext.) |     |     |     |     |
| ---- | ------------------ | --- | - | - | - | - | -- | -- | ---- |  | -------------------------- | --- | --- | --- | --- |
| 1    | Al-Duhail SC       | 15  | 6 | 5 | 0 | 1 | 17 | 9  | +8   |  | Al-Duhail SC               |     | 1-2 | 5-2 | 3-2 |
| 2    | Al-Taawoun         | 7   | 6 | 2 | 1 | 3 | 13 | 12 | +1   |  | Al-Taawoun                 | 3-4 |     | 3-0 | 0-1 |
| 3    | Sepahan FC         | 7   | 6 | 2 | 1 | 3 | 8  | 12 | -4   |  | Sepahan FC                 | 0-1 | 1-1 |     | 2-1 |
| 4    | Pakhtakor Tachkent | 6   | 6 | 2 | 0 | 4 | 10 | 15 | -5   |  | Pakhtakor Tachkent         | 0-3 | 5-4 | 1-3 |     |

### Groupe E
| Rang | Équipe          | Pts | J | G | N | P | Bp | Bc | Diff |  | Résultats (▼ dom., ► ext.) |     |     |     |     |
| ---- | --------------- | --- | - | - | - | - | -- | -- | ---- |  | -------------------------- | --- | --- | --- | --- |
| 1    | Al Faisaly Club | 9   | 6 | 2 | 3 | 1 | 5  | 4  | +1   |  | Al Faisaly Club            |     | 0-0 | 2-1 | 1-1 |
| 2    | Nasaf Qarshi    | 9   | 6 | 2 | 3 | 1 | 8  | 5  | +3   |  | Nasaf Qarshi               | 0-1 |     | 3-1 | 2-0 |
| 3    | Al-Sadd SC      | 7   | 6 | 2 | 1 | 3 | 10 | 11 | -1   |  | Al-Sadd SC                 | 1-0 | 1-1 |     | 5-2 |
| 4    | Al-Weehdat Club | 6   | 6 | 1 | 3 | 2 | 9  | 12 | -3   |  | Al-Weehdat Club            | 1-1 | 2-2 | 3-1 |     |

### Groupe F
| Rang | Équipe              | Pts | J | G | N | P | Bp | Bc | Diff |  | Résultats (▼ dom., ► ext.) |     |     |     |     |
| ---- | ------------------- | --- | - | - | - | - | -- | -- | ---- |  | -------------------------- | --- | --- | --- | --- |
| 1    | Daegu FC            | 13  | 6 | 4 | 1 | 1 | 14 | 4  | +10  |  | Daegu FC                   |     | 1-0 | 0-3 | 4-0 |
| 2    | Urawa Red Diamonds  | 13  | 6 | 4 | 1 | 1 | 20 | 2  | +18  |  | Urawa Red Diamonds         | 0-0 |     | 6-0 | 5-0 |
| 3    | Lion City Sailors   | 7   | 6 | 2 | 1 | 3 | 8  | 14 | -6   |  | Lion City Sailors          | 1-2 | 1-4 |     | 3-2 |
| 4    | Shandong Taishan FC | 1   | 6 | 0 | 1 | 5 | 2  | 24 | -22  |  | Shandong Taishan FC        | 0-7 | 0-5 | 0-0 |     |

### Groupe G
| Rang | Équipe           | Pts | J | G | N | P | Bp | Bc | Diff |  | Résultats (▼ dom., ► ext.) |     |     |     |     |
| ---- | ---------------- | --- | - | - | - | - | -- | -- | ---- |  | -------------------------- | --- | --- | --- | --- |
| 1    | BG Pathum United | 12  | 6 | 3 | 3 | 0 | 11 | 2  | +9   |  | BG Pathum United           |     | 1-1 | 0-0 | 5-0 |
| 2    | Melbourne City   | 12  | 6 | 3 | 3 | 0 | 10 | 3  | +7   |  | Melbourne City             | 0-0 |     | 2-1 | 3-0 |
| 3    | Jeonnam Dragons  | 8   | 6 | 2 | 2 | 2 | 5  | 5  | 0    |  | Jeonnam Dragons            | 0-2 | 1-1 |     | 2-0 |
| 4    | United City      | 0   | 6 | 0 | 0 | 6 | 1  | 17 | -16  |  | United City                | 1-3 | 0-3 | 0-1 |     |

### Groupe H
| Rang | Équipe                 | Pts | J | G | N | P | Bp | Bc | Diff |  | Résultats (▼ dom., ► ext.) |     |     |     |     |
| ---- | ---------------------- | --- | - | - | - | - | -- | -- | ---- |  | -------------------------- | --- | --- | --- | --- |
| 1    | Yokohama F. Marinos    | 13  | 6 | 4 | 1 | 1 | 9  | 3  | +6   |  | Yokohama F. Marinos        |     | 0-1 | 2-0 | 3-0 |
| 2    | Jeonbuk Hyundai Motors | 12  | 6 | 3 | 3 | 0 | 7  | 4  | +3   |  | Jeonbuk Hyundai Motors     | 1-1 |     | 1-0 | 0-0 |
| 3    | Hoàng Anh Gia Lai      | 5   | 6 | 1 | 2 | 3 | 4  | 7  | -3   |  | Hoàng Anh Gia Lai          | 1-2 | 1-1 |     | 1-0 |
| 4    | Sydney FC              | 2   | 6 | 0 | 2 | 4 | 3  | 8  | -5   |  | Sydney FC                  | 0-1 | 2-3 | 1-1 |     |

### Groupe I
| Rang | Équipe             | Pts | J | G | N | P | Bp | Bc | Diff |  | Résultats (▼ dom., ► ext.) |     |     |     |     |
| ---- | ------------------ | --- | - | - | - | - | -- | -- | ---- |  | -------------------------- | --- | --- | --- | --- |
| 1    | Johor Darul Ta'zim | 13  | 6 | 4 | 1 | 1 | 11 | 7  | +4   |  | Johor Darul Ta'zim         |     | 0-5 | 2-1 | 5-0 |
| 2    | Kawasaki Frontale  | 11  | 6 | 3 | 2 | 1 | 17 | 4  | +13  |  | Kawasaki Frontale          | 0-0 |     | 1-1 | 1-0 |
| 3    | Ulsan Hyundai      | 10  | 6 | 3 | 1 | 2 | 14 | 7  | +7   |  | Ulsan Hyundai              | 1-2 | 3-2 |     | 3-0 |
| 4    | Guangzhou FC       | 0   | 6 | 0 | 0 | 6 | 0  | 24 | -24  |  | Guangzhou FC               | 0-2 | 0-8 | 0-5 |     |

### Groupe J
| Rang | Équipe           | Pts     | J       | G       | N       | P       | Bp      | Bc      | Diff    |  | Résultats (▼ dom., ► ext.) |     |     |     |
| ---- | ---------------- | ------- | ------- | ------- | ------- | ------- | ------- | ------- | ------- |  | -------------------------- | --- | --- | --- |
| 1    | Vissel Kobe      | 8       | 4       | 2       | 2       | 0       | 10      | 3       | +7      |  | Vissel Kobe                |     | 2-1 | 6-0 |
| 2    | Kitchee SC       | 7       | 4       | 2       | 1       | 1       | 7       | 6       | +1      |  | Kitchee SC                 | 2-2 |     | 1-0 |
| 3    | Chiangrai United | 1       | 4       | 0       | 1       | 3       | 2       | 10      | -8      |  | Chiangrai United           | 0-0 | 2-3 |     |
| 0    | Shanghai Port FC | Forfait | Forfait | Forfait | Forfait | Forfait | Forfait | Forfait | Forfait |  |                            |     |     |     |

À la suite du forfait du Shanghai Port FC le groupe J reste inchangé avec seulement trois équipes et le calendrier reste aussi inchangé.

### Meilleures deuxièmes
Classement
| Rang | Équipe                     | Pts | J | G | N | P | Bp | Bc | Diff |
| ---- | -------------------------- | --- | - | - | - | - | -- | -- | ---- |
| 1    | Al-Rayyan SC (Gr.A)        | 13  | 6 | 4 | 1 | 1 | 10 | 7  | +3   |
| 2    | Shabab Al-Ahli Club (Gr.C) | 10  | 6 | 2 | 4 | 0 | 14 | 7  | +7   |
| 3    | Nasaf Qarshi (Gr.E)        | 9   | 6 | 2 | 3 | 1 | 8  | 5  | +3   |
| 4    | Al-Taawoun (Gr.D)          | 7   | 6 | 2 | 1 | 3 | 13 | 12 | +1   |
| 5    | Mumbai City (Gr.B)         | 7   | 6 | 2 | 1 | 3 | 3  | 11 | -8   |

| Rang | Équipe                        | Pts | J | G | N | P | Bp | Bc | Diff |
| ---- | ----------------------------- | --- | - | - | - | - | -- | -- | ---- |
| 1    | Jeonbuk Hyundai Motors (Gr.H) | 8   | 4 | 2 | 2 | 0 | 4  | 2  | +2   |
| 2    | Urawa Red Diamonds (Gr.F)     | 7   | 4 | 2 | 1 | 1 | 10 | 2  | +8   |
| 3    | Kitchee SC (Gr.J)             | 7   | 4 | 2 | 1 | 1 | 7  | 6  | +1   |
| 4    | Melbourne City (Gr.G)         | 6   | 4 | 1 | 3 | 0 | 4  | 3  | +1   |
| 5    | Kawasaki Frontale (Gr.I)      | 5   | 4 | 1 | 2 | 1 | 8  | 4  | +4   |

Avec le forfait du Shanghai Port FC, le groupe J passe à trois équipes et pour déterminer les trois meilleurs deuxièmes les résultats contre les quatrièmes des Groupes F, G, H, I, J ne seront pas comptabilisés.
Distribution des meilleures deuxièmes en huitièmes de finale Puisque six des dix groupes placent une deuxième équipe dans le tableau final, les différentes combinaisons formées par les groupes de provenance des équipes qualifiées servent à les répartir contre les premiers des groupes A à E et F à J (voir tableau final ci-dessus), comme suit. Si un vainqueur de groupe joue un finaliste de groupe, le vainqueur de groupe accueille le match. Si deux vainqueurs de groupe s'affrontent, le vainqueur du groupe marqué avec * accueille le match :
| Groupes d'origine des meilleurs 2e | Groupes d'origine des meilleurs 2e | Groupes d'origine des meilleurs 2e | Adversaires de | Adversaires de | Adversaires de | Adversaires de | Adversaires de |
| Groupes d'origine des meilleurs 2e | Groupes d'origine des meilleurs 2e | Groupes d'origine des meilleurs 2e | 1A             | 1B             | 1C             | 1D             | 1E             |
| ---------------------------------- | ---------------------------------- | ---------------------------------- | -------------- | -------------- | -------------- | -------------- | -------------- |
| 2A                                 | 2B                                 | 2C                                 | 1B*            | 1A             | 2A             | 2B             | 2C             |
| 2A                                 | 2B                                 | 2D                                 | 1D             | 2D             | 2A             | 1A*            | 2B             |
| 2A                                 | 2B                                 | 2E                                 | 1E             | 2E             | 2A             | 2B             | 1A*            |
| 2A                                 | 2C                                 | 2D                                 | 1C*            | 2D             | 1A             | 2A             | 2C             |
| 2A                                 | 2C                                 | 2E                                 | 2C             | 2E             | 1E*            | 2A             | 1C             |
| 2A                                 | 2D                                 | 2E                                 | 2D             | 2E             | 2A             | 1E*            | 1D             |
| 2B                                 | 2C                                 | 2D                                 | 2D             | 1C*            | 1B             | 2B             | 2C             |
| 2B                                 | 2C                                 | 2E                                 | 2C             | 1E             | 2E             | 2B             | 1B*            |
| 2B                                 | 2D                                 | 2E                                 | 2D             | 1D*            | 2E             | 1B             | 2B             |
| 2C                                 | 2D                                 | 2E                                 | 2D             | 2E             | 1D*            | 1C             | 2C             |

| Groupes d'origine des meilleurs 2e | Groupes d'origine des meilleurs 2e | Groupes d'origine des meilleurs 2e | Adversaires de | Adversaires de | Adversaires de | Adversaires de | Adversaires de |
| Groupes d'origine des meilleurs 2e | Groupes d'origine des meilleurs 2e | Groupes d'origine des meilleurs 2e | 1F             | 1G             | 1H             | 1I             | 1J             |
| ---------------------------------- | ---------------------------------- | ---------------------------------- | -------------- | -------------- | -------------- | -------------- | -------------- |
| 2F                                 | 2G                                 | 2H                                 | 1G*            | 1F             | 2F             | 2G             | 2H             |
| 2F                                 | 2G                                 | 2I                                 | 1I             | 2I             | 2F             | 1F*            | 2G             |
| 2F                                 | 2G                                 | 2J                                 | 1J             | 2J             | 2F             | 2G             | 1F*            |
| 2F                                 | 2H                                 | 2I                                 | 1H*            | 2I             | 1F             | 2F             | 2H             |
| 2F                                 | 2H                                 | 2J                                 | 2H             | 2J             | 1J*            | 2F             | 1H             |
| 2F                                 | 2I                                 | 2J                                 | 2I             | 2J             | 2F             | 1J*            | 1I             |
| 2G                                 | 2H                                 | 2I                                 | 2I             | 1H*            | 1G             | 2G             | 2H             |
| 2G                                 | 2H                                 | 2J                                 | 2H             | 1J             | 2J             | 2G             | 1G*            |
| 2G                                 | 2I                                 | 2J                                 | 2I             | 1I*            | 2J             | 1G             | 2G             |
| 2H                                 | 2I                                 | 2J                                 | 2I             | 2J             | 1I*            | 1H             | 2H             |

## Phase finale
| [[Fichier:Outline map of Middle East 2.svg\|650px\|{{#if:\|{{{alt}}}\|Ligue des champions de l'AFC 2022 est dans la page Moyen-Orient.]]Doha Al-Rayyan Riyad Al Faisaly Ahvaz Al-Ahli Qarshi Riyad Al-Hilal FC · Al-Shabab Doha Al-Duhail Localisation des clubs qualifiés pour la phase à élimination directe. · Huitième de finalistes · Quart de finalistes · Demi-finalistes · Finaliste · Vainqueur | [[Fichier:Asia_laea_location_map.svg\|650px\|{{#if:\|{{{alt}}}\|Ligue des champions de l'AFC 2022 est dans la page Asie.]]Grand Tokyo Kobe Jeonbuk Daegu Pathum Johor Kitchee Grand Tokyo Urawa Red Diamonds · Yokohama F. Marinos Localisation des clubs qualifiés pour la phase à élimination directe. · Huitième de finalistes · Quart de finalistes · Demi-finalistes · Finaliste · Vainqueur |

### Huitièmes de finale
Les matchs se jouent les 19-20 février 2023 en Asie occidentale et les 18-19 août 2022 en Asie orientale.
| Club               | Score                | Club                   |
| Asie de l'Ouest    | Asie de l'Ouest      | Asie de l'Ouest        |
| ------------------ | -------------------- | ---------------------- |
| Al-Hilal FC        | 3 - 1                | Shabab Al-Ahli Club    |
| Al-Shabab FC       | 2 - 0                | Nasaf Qarshi           |
| Al-Duhail SC       | 1 - 1 ap (7 - 6) tab | Al-Rayyan SC           |
| Al Faisaly FC      | 0 - 1                | Foolad Ahvaz           |
| Asie de l'Est      |                      |                        |
| Daegu FC           | 1 - 2 ap             | Jeonbuk Hyundai Motors |
| BG Pathum United   | 4 - 0                | Kitchee SC             |
| Johor Darul Ta'zim | 0 - 5                | Urawa Red Diamonds     |
| Vissel Kobe        | 3 - 2                | Yokohama F. Marinos    |

### Quarts de finale
Le tirage au sort des quarts de finale se déroule le 20 août 2022 pour l'Asie de l'Est et le 21 février 2023 pour l'Asie de l'Ouest,. Les matchs se jouent le 23 février 2023 en Asie occidentale et le 22 août 2022 en Asie orientale.
| Club               | Score           | Club                   |
| Asie de l'Ouest    | Asie de l'Ouest | Asie de l'Ouest        |
| ------------------ | --------------- | ---------------------- |
| Al-Duhail SC       | 2 - 1           | Al-Shabab FC           |
| Foolad Ahvaz       | 0 - 1           | Al-Hilal FC            |
| Asie de l'Est      |                 |                        |
| Vissel Kobe        | 1 - 3 ap        | Jeonbuk Hyundai Motors |
| Urawa Red Diamonds | 4 - 0           | BG Pathum United       |

### Demi-finales
Les matchs se jouent le 26 février 2023 en Asie occidentale et le 25 août 2022 en Asie orientale.
| Club                   | Score                | Club               |
| Asie de l'Ouest        | Asie de l'Ouest      | Asie de l'Ouest    |
| ---------------------- | -------------------- | ------------------ |
| Al-Duhail SC           | 0 - 7                | Al-Hilal FC        |
| Asie de l'Est          |                      |                    |
| Jeonbuk Hyundai Motors | 2 - 2 ap (1 - 3) tab | Urawa Red Diamonds |

### Finale
La finale devrait se jouer en aller-retour le 29 avril 2023 en Asie occidentale, et la finale retour aura lieu le 6 mai 2023 en Asie orientale.
| Club        | Aller | Total | Retour | Club               |
| ----------- | ----- | ----- | ------ | ------------------ |
| Al-Hilal FC | 1 - 1 | 1 - 2 | 0 - 1  | Urawa Red Diamonds |

### Tableau final
|  | Huitièmes de finale                          | Huitièmes de finale                      | Huitièmes de finale                          | Huitièmes de finale                      |                        |                        | Quarts de finale                         | Quarts de finale                         | Quarts de finale                         | Quarts de finale                         |  |  | Demi-finales                             | Demi-finales                             | Demi-finales                             | Demi-finales                             |  |  | Finale                                                                                          | Finale                                                                                          | Finale                                                                                          | Finale                                                                                          |
|  |                                              |                                          |                                              |                                          |                        |                        |                                          |                                          |                                          |                                          |  |  |                                          |                                          |                                          |                                          |  |  |                                                                                                 |                                                                                                 |                                                                                                 |                                                                                                 |
|  | 19 février 2023 - Stade Al-Thumama, Doha     | 19 février 2023 - Stade Al-Thumama, Doha | 19 février 2023 - Stade Al-Thumama, Doha     | 19 février 2023 - Stade Al-Thumama, Doha |                        |                        | 23 février 2023 - Stade Al-Thumama, Doha | 23 février 2023 - Stade Al-Thumama, Doha | 23 février 2023 - Stade Al-Thumama, Doha | 23 février 2023 - Stade Al-Thumama, Doha |  |  | 26 février 2023 - Stade Al-Thumama, Doha | 26 février 2023 - Stade Al-Thumama, Doha | 26 février 2023 - Stade Al-Thumama, Doha | 26 février 2023 - Stade Al-Thumama, Doha |  |  | 29 avril 2023 - Stade international du Roi-Fahd, Riyad 6 mai 2023 - Stade Saitama 2002, Saitama | 29 avril 2023 - Stade international du Roi-Fahd, Riyad 6 mai 2023 - Stade Saitama 2002, Saitama | 29 avril 2023 - Stade international du Roi-Fahd, Riyad 6 mai 2023 - Stade Saitama 2002, Saitama | 29 avril 2023 - Stade international du Roi-Fahd, Riyad 6 mai 2023 - Stade Saitama 2002, Saitama |
|  | Al-Duhail SC                                 | Al-Duhail SC                             | 1 (7) ap                                     | 1 (7) ap                                 |                        |                        | 23 février 2023 - Stade Al-Thumama, Doha | 23 février 2023 - Stade Al-Thumama, Doha | 23 février 2023 - Stade Al-Thumama, Doha | 23 février 2023 - Stade Al-Thumama, Doha |  |  | 26 février 2023 - Stade Al-Thumama, Doha | 26 février 2023 - Stade Al-Thumama, Doha | 26 février 2023 - Stade Al-Thumama, Doha | 26 février 2023 - Stade Al-Thumama, Doha |  |  | 29 avril 2023 - Stade international du Roi-Fahd, Riyad 6 mai 2023 - Stade Saitama 2002, Saitama | 29 avril 2023 - Stade international du Roi-Fahd, Riyad 6 mai 2023 - Stade Saitama 2002, Saitama | 29 avril 2023 - Stade international du Roi-Fahd, Riyad 6 mai 2023 - Stade Saitama 2002, Saitama | 29 avril 2023 - Stade international du Roi-Fahd, Riyad 6 mai 2023 - Stade Saitama 2002, Saitama |
|  | Al-Duhail SC                                 | Al-Duhail SC                             | 1 (7) ap                                     | 1 (7) ap                                 |                        |                        | 23 février 2023 - Stade Al-Thumama, Doha | 23 février 2023 - Stade Al-Thumama, Doha | 23 février 2023 - Stade Al-Thumama, Doha | 23 février 2023 - Stade Al-Thumama, Doha |  |  | 26 février 2023 - Stade Al-Thumama, Doha | 26 février 2023 - Stade Al-Thumama, Doha | 26 février 2023 - Stade Al-Thumama, Doha | 26 février 2023 - Stade Al-Thumama, Doha |  |  | 29 avril 2023 - Stade international du Roi-Fahd, Riyad 6 mai 2023 - Stade Saitama 2002, Saitama | 29 avril 2023 - Stade international du Roi-Fahd, Riyad 6 mai 2023 - Stade Saitama 2002, Saitama | 29 avril 2023 - Stade international du Roi-Fahd, Riyad 6 mai 2023 - Stade Saitama 2002, Saitama | 29 avril 2023 - Stade international du Roi-Fahd, Riyad 6 mai 2023 - Stade Saitama 2002, Saitama |
|  | Al-Rayyan SC                                 | Al-Rayyan SC                             | 1 (6)                                        | 1 (6)                                    |                        |                        | 23 février 2023 - Stade Al-Thumama, Doha | 23 février 2023 - Stade Al-Thumama, Doha | 23 février 2023 - Stade Al-Thumama, Doha | 23 février 2023 - Stade Al-Thumama, Doha |  |  | 26 février 2023 - Stade Al-Thumama, Doha | 26 février 2023 - Stade Al-Thumama, Doha | 26 février 2023 - Stade Al-Thumama, Doha | 26 février 2023 - Stade Al-Thumama, Doha |  |  | 29 avril 2023 - Stade international du Roi-Fahd, Riyad 6 mai 2023 - Stade Saitama 2002, Saitama | 29 avril 2023 - Stade international du Roi-Fahd, Riyad 6 mai 2023 - Stade Saitama 2002, Saitama | 29 avril 2023 - Stade international du Roi-Fahd, Riyad 6 mai 2023 - Stade Saitama 2002, Saitama | 29 avril 2023 - Stade international du Roi-Fahd, Riyad 6 mai 2023 - Stade Saitama 2002, Saitama |
|  | Al-Rayyan SC                                 | Al-Rayyan SC                             | 1 (6)                                        | 1 (6)                                    | Al-Duhail SC           | Al-Duhail SC           | 2                                        | 2                                        |                                          |                                          |  |  | 26 février 2023 - Stade Al-Thumama, Doha | 26 février 2023 - Stade Al-Thumama, Doha | 26 février 2023 - Stade Al-Thumama, Doha | 26 février 2023 - Stade Al-Thumama, Doha |  |  | 29 avril 2023 - Stade international du Roi-Fahd, Riyad 6 mai 2023 - Stade Saitama 2002, Saitama | 29 avril 2023 - Stade international du Roi-Fahd, Riyad 6 mai 2023 - Stade Saitama 2002, Saitama | 29 avril 2023 - Stade international du Roi-Fahd, Riyad 6 mai 2023 - Stade Saitama 2002, Saitama | 29 avril 2023 - Stade international du Roi-Fahd, Riyad 6 mai 2023 - Stade Saitama 2002, Saitama |
|  | 19 février 2023 - Stade Al-Janoub, Al Wakrah |                                          |                                              |                                          | Al-Duhail SC           | Al-Duhail SC           | 2                                        | 2                                        |                                          |                                          |  |  | 26 février 2023 - Stade Al-Thumama, Doha | 26 février 2023 - Stade Al-Thumama, Doha | 26 février 2023 - Stade Al-Thumama, Doha | 26 février 2023 - Stade Al-Thumama, Doha |  |  | 29 avril 2023 - Stade international du Roi-Fahd, Riyad 6 mai 2023 - Stade Saitama 2002, Saitama | 29 avril 2023 - Stade international du Roi-Fahd, Riyad 6 mai 2023 - Stade Saitama 2002, Saitama | 29 avril 2023 - Stade international du Roi-Fahd, Riyad 6 mai 2023 - Stade Saitama 2002, Saitama | 29 avril 2023 - Stade international du Roi-Fahd, Riyad 6 mai 2023 - Stade Saitama 2002, Saitama |
|  |                                              |                                          | Al-Shabab FC                                 | Al-Shabab FC                             | 1                      | 1                      |                                          |                                          |                                          |                                          |  |  | 26 février 2023 - Stade Al-Thumama, Doha | 26 février 2023 - Stade Al-Thumama, Doha | 26 février 2023 - Stade Al-Thumama, Doha | 26 février 2023 - Stade Al-Thumama, Doha |  |  | 29 avril 2023 - Stade international du Roi-Fahd, Riyad 6 mai 2023 - Stade Saitama 2002, Saitama | 29 avril 2023 - Stade international du Roi-Fahd, Riyad 6 mai 2023 - Stade Saitama 2002, Saitama | 29 avril 2023 - Stade international du Roi-Fahd, Riyad 6 mai 2023 - Stade Saitama 2002, Saitama | 29 avril 2023 - Stade international du Roi-Fahd, Riyad 6 mai 2023 - Stade Saitama 2002, Saitama |
|  | Al-Shabab FC                                 | Al-Shabab FC                             | Al-Shabab FC                                 | Al-Shabab FC                             | 1                      | 1                      | 2                                        | 2                                        |                                          |                                          |  |  | 26 février 2023 - Stade Al-Thumama, Doha | 26 février 2023 - Stade Al-Thumama, Doha | 26 février 2023 - Stade Al-Thumama, Doha | 26 février 2023 - Stade Al-Thumama, Doha |  |  | 29 avril 2023 - Stade international du Roi-Fahd, Riyad 6 mai 2023 - Stade Saitama 2002, Saitama | 29 avril 2023 - Stade international du Roi-Fahd, Riyad 6 mai 2023 - Stade Saitama 2002, Saitama | 29 avril 2023 - Stade international du Roi-Fahd, Riyad 6 mai 2023 - Stade Saitama 2002, Saitama | 29 avril 2023 - Stade international du Roi-Fahd, Riyad 6 mai 2023 - Stade Saitama 2002, Saitama |
|  | Al-Shabab FC                                 | Al-Shabab FC                             | 23 février 2023 - Stade Al-Janoub, Al Wakrah |                                          |                        |                        | 2                                        | 2                                        |                                          |                                          |  |  | 26 février 2023 - Stade Al-Thumama, Doha | 26 février 2023 - Stade Al-Thumama, Doha | 26 février 2023 - Stade Al-Thumama, Doha | 26 février 2023 - Stade Al-Thumama, Doha |  |  | 29 avril 2023 - Stade international du Roi-Fahd, Riyad 6 mai 2023 - Stade Saitama 2002, Saitama | 29 avril 2023 - Stade international du Roi-Fahd, Riyad 6 mai 2023 - Stade Saitama 2002, Saitama | 29 avril 2023 - Stade international du Roi-Fahd, Riyad 6 mai 2023 - Stade Saitama 2002, Saitama | 29 avril 2023 - Stade international du Roi-Fahd, Riyad 6 mai 2023 - Stade Saitama 2002, Saitama |
|  | Nasaf Qarshi                                 | Nasaf Qarshi                             | 0                                            | 0                                        |                        |                        |                                          |                                          |                                          |                                          |  |  | 26 février 2023 - Stade Al-Thumama, Doha | 26 février 2023 - Stade Al-Thumama, Doha | 26 février 2023 - Stade Al-Thumama, Doha | 26 février 2023 - Stade Al-Thumama, Doha |  |  | 29 avril 2023 - Stade international du Roi-Fahd, Riyad 6 mai 2023 - Stade Saitama 2002, Saitama | 29 avril 2023 - Stade international du Roi-Fahd, Riyad 6 mai 2023 - Stade Saitama 2002, Saitama | 29 avril 2023 - Stade international du Roi-Fahd, Riyad 6 mai 2023 - Stade Saitama 2002, Saitama | 29 avril 2023 - Stade international du Roi-Fahd, Riyad 6 mai 2023 - Stade Saitama 2002, Saitama |
|  | Nasaf Qarshi                                 | Nasaf Qarshi                             | 0                                            | 0                                        | Al-Duhail SC           | Al-Duhail SC           | 0                                        | 0                                        |                                          |                                          |  |  |                                          |                                          |                                          |                                          |  |  | 29 avril 2023 - Stade international du Roi-Fahd, Riyad 6 mai 2023 - Stade Saitama 2002, Saitama | 29 avril 2023 - Stade international du Roi-Fahd, Riyad 6 mai 2023 - Stade Saitama 2002, Saitama | 29 avril 2023 - Stade international du Roi-Fahd, Riyad 6 mai 2023 - Stade Saitama 2002, Saitama | 29 avril 2023 - Stade international du Roi-Fahd, Riyad 6 mai 2023 - Stade Saitama 2002, Saitama |
|  | 20 février 2023 - Stade Al-Thumama, Doha     |                                          |                                              |                                          | Al-Duhail SC           | Al-Duhail SC           | 0                                        | 0                                        |                                          |                                          |  |  |                                          |                                          |                                          |                                          |  |  | 29 avril 2023 - Stade international du Roi-Fahd, Riyad 6 mai 2023 - Stade Saitama 2002, Saitama | 29 avril 2023 - Stade international du Roi-Fahd, Riyad 6 mai 2023 - Stade Saitama 2002, Saitama | 29 avril 2023 - Stade international du Roi-Fahd, Riyad 6 mai 2023 - Stade Saitama 2002, Saitama | 29 avril 2023 - Stade international du Roi-Fahd, Riyad 6 mai 2023 - Stade Saitama 2002, Saitama |
|  |                                              |                                          | Al-Hilal FC                                  | Al-Hilal FC                              | 7                      | 7                      |                                          |                                          |                                          |                                          |  |  |                                          |                                          |                                          |                                          |  |  | 29 avril 2023 - Stade international du Roi-Fahd, Riyad 6 mai 2023 - Stade Saitama 2002, Saitama | 29 avril 2023 - Stade international du Roi-Fahd, Riyad 6 mai 2023 - Stade Saitama 2002, Saitama | 29 avril 2023 - Stade international du Roi-Fahd, Riyad 6 mai 2023 - Stade Saitama 2002, Saitama | 29 avril 2023 - Stade international du Roi-Fahd, Riyad 6 mai 2023 - Stade Saitama 2002, Saitama |
|  | Al Faisaly FC                                | Al Faisaly FC                            | Al-Hilal FC                                  | Al-Hilal FC                              | 7                      | 7                      | 0                                        | 0                                        |                                          |                                          |  |  |                                          |                                          |                                          |                                          |  |  | 29 avril 2023 - Stade international du Roi-Fahd, Riyad 6 mai 2023 - Stade Saitama 2002, Saitama | 29 avril 2023 - Stade international du Roi-Fahd, Riyad 6 mai 2023 - Stade Saitama 2002, Saitama | 29 avril 2023 - Stade international du Roi-Fahd, Riyad 6 mai 2023 - Stade Saitama 2002, Saitama | 29 avril 2023 - Stade international du Roi-Fahd, Riyad 6 mai 2023 - Stade Saitama 2002, Saitama |
|  | Al Faisaly FC                                | Al Faisaly FC                            | 25 août 2022 - Stade Saitama 2002, Saitama   |                                          |                        |                        | 0                                        | 0                                        |                                          |                                          |  |  |                                          |                                          |                                          |                                          |  |  | 29 avril 2023 - Stade international du Roi-Fahd, Riyad 6 mai 2023 - Stade Saitama 2002, Saitama | 29 avril 2023 - Stade international du Roi-Fahd, Riyad 6 mai 2023 - Stade Saitama 2002, Saitama | 29 avril 2023 - Stade international du Roi-Fahd, Riyad 6 mai 2023 - Stade Saitama 2002, Saitama | 29 avril 2023 - Stade international du Roi-Fahd, Riyad 6 mai 2023 - Stade Saitama 2002, Saitama |
|  | Foolad Ahvaz                                 | Foolad Ahvaz                             | 1                                            | 1                                        |                        |                        |                                          |                                          |                                          |                                          |  |  |                                          |                                          |                                          |                                          |  |  | 29 avril 2023 - Stade international du Roi-Fahd, Riyad 6 mai 2023 - Stade Saitama 2002, Saitama | 29 avril 2023 - Stade international du Roi-Fahd, Riyad 6 mai 2023 - Stade Saitama 2002, Saitama | 29 avril 2023 - Stade international du Roi-Fahd, Riyad 6 mai 2023 - Stade Saitama 2002, Saitama | 29 avril 2023 - Stade international du Roi-Fahd, Riyad 6 mai 2023 - Stade Saitama 2002, Saitama |
|  | Foolad Ahvaz                                 | Foolad Ahvaz                             | 1                                            | 1                                        | Foolad Ahvaz           | Foolad Ahvaz           | 0                                        | 0                                        |                                          |                                          |  |  |                                          |                                          |                                          |                                          |  |  | 29 avril 2023 - Stade international du Roi-Fahd, Riyad 6 mai 2023 - Stade Saitama 2002, Saitama | 29 avril 2023 - Stade international du Roi-Fahd, Riyad 6 mai 2023 - Stade Saitama 2002, Saitama | 29 avril 2023 - Stade international du Roi-Fahd, Riyad 6 mai 2023 - Stade Saitama 2002, Saitama | 29 avril 2023 - Stade international du Roi-Fahd, Riyad 6 mai 2023 - Stade Saitama 2002, Saitama |
|  | 20 février 2023 - Stade Al-Janoub, Al Wakrah |                                          |                                              |                                          | Foolad Ahvaz           | Foolad Ahvaz           | 0                                        | 0                                        |                                          |                                          |  |  |                                          |                                          |                                          |                                          |  |  | 29 avril 2023 - Stade international du Roi-Fahd, Riyad 6 mai 2023 - Stade Saitama 2002, Saitama | 29 avril 2023 - Stade international du Roi-Fahd, Riyad 6 mai 2023 - Stade Saitama 2002, Saitama | 29 avril 2023 - Stade international du Roi-Fahd, Riyad 6 mai 2023 - Stade Saitama 2002, Saitama | 29 avril 2023 - Stade international du Roi-Fahd, Riyad 6 mai 2023 - Stade Saitama 2002, Saitama |
|  |                                              |                                          | Al-Hilal FC                                  | Al-Hilal FC                              | 1                      | 1                      |                                          |                                          |                                          |                                          |  |  |                                          |                                          |                                          |                                          |  |  | 29 avril 2023 - Stade international du Roi-Fahd, Riyad 6 mai 2023 - Stade Saitama 2002, Saitama | 29 avril 2023 - Stade international du Roi-Fahd, Riyad 6 mai 2023 - Stade Saitama 2002, Saitama | 29 avril 2023 - Stade international du Roi-Fahd, Riyad 6 mai 2023 - Stade Saitama 2002, Saitama | 29 avril 2023 - Stade international du Roi-Fahd, Riyad 6 mai 2023 - Stade Saitama 2002, Saitama |
|  | Al-Hilal FC                                  | Al-Hilal FC                              | Al-Hilal FC                                  | Al-Hilal FC                              | 1                      | 1                      | 3                                        | 3                                        |                                          |                                          |  |  |                                          |                                          |                                          |                                          |  |  | 29 avril 2023 - Stade international du Roi-Fahd, Riyad 6 mai 2023 - Stade Saitama 2002, Saitama | 29 avril 2023 - Stade international du Roi-Fahd, Riyad 6 mai 2023 - Stade Saitama 2002, Saitama | 29 avril 2023 - Stade international du Roi-Fahd, Riyad 6 mai 2023 - Stade Saitama 2002, Saitama | 29 avril 2023 - Stade international du Roi-Fahd, Riyad 6 mai 2023 - Stade Saitama 2002, Saitama |
|  | Al-Hilal FC                                  | Al-Hilal FC                              | 22 août 2022 - Stade Saitama 2002, Saitama   |                                          |                        |                        | 3                                        | 3                                        |                                          |                                          |  |  |                                          |                                          |                                          |                                          |  |  | 29 avril 2023 - Stade international du Roi-Fahd, Riyad 6 mai 2023 - Stade Saitama 2002, Saitama | 29 avril 2023 - Stade international du Roi-Fahd, Riyad 6 mai 2023 - Stade Saitama 2002, Saitama | 29 avril 2023 - Stade international du Roi-Fahd, Riyad 6 mai 2023 - Stade Saitama 2002, Saitama | 29 avril 2023 - Stade international du Roi-Fahd, Riyad 6 mai 2023 - Stade Saitama 2002, Saitama |
|  | Shabab Al-Ahli Club                          | Shabab Al-Ahli Club                      | 1                                            | 1                                        |                        |                        |                                          |                                          |                                          |                                          |  |  |                                          |                                          |                                          |                                          |  |  | 29 avril 2023 - Stade international du Roi-Fahd, Riyad 6 mai 2023 - Stade Saitama 2002, Saitama | 29 avril 2023 - Stade international du Roi-Fahd, Riyad 6 mai 2023 - Stade Saitama 2002, Saitama | 29 avril 2023 - Stade international du Roi-Fahd, Riyad 6 mai 2023 - Stade Saitama 2002, Saitama | 29 avril 2023 - Stade international du Roi-Fahd, Riyad 6 mai 2023 - Stade Saitama 2002, Saitama |
|  | Shabab Al-Ahli Club                          | Shabab Al-Ahli Club                      | 1                                            | 1                                        | Al-Hilal FC            | Al-Hilal FC            | 1                                        | 0                                        |                                          |                                          |  |  |                                          |                                          |                                          |                                          |  |  |                                                                                                 |                                                                                                 |                                                                                                 |                                                                                                 |
|  | 18 août 2022 - Stade Saitama 2002, Saitama   |                                          |                                              |                                          | Al-Hilal FC            | Al-Hilal FC            | 1                                        | 0                                        |                                          |                                          |  |  |                                          |                                          |                                          |                                          |  |  |                                                                                                 |                                                                                                 |                                                                                                 |                                                                                                 |
|  |                                              |                                          | Urawa Red Diamonds                           | Urawa Red Diamonds                       | 1                      | 1                      |                                          |                                          |                                          |                                          |  |  |                                          |                                          |                                          |                                          |  |  |                                                                                                 |                                                                                                 |                                                                                                 |                                                                                                 |
|  | Vissel Kobe                                  | Vissel Kobe                              | Urawa Red Diamonds                           | Urawa Red Diamonds                       | 1                      | 1                      | 3                                        | 3                                        |                                          |                                          |  |  |                                          |                                          |                                          |                                          |  |  |                                                                                                 |                                                                                                 |                                                                                                 |                                                                                                 |
|  | Vissel Kobe                                  | Vissel Kobe                              |                                              |                                          |                        |                        |                                          | 3                                        |                                          |                                          |  |  |                                          |                                          |                                          |                                          |  |  |                                                                                                 |                                                                                                 |                                                                                                 |                                                                                                 |
|  | Yokohama F. Marinos                          | Yokohama F. Marinos                      | 2                                            | 2                                        |                        |                        |                                          |                                          |                                          |                                          |  |  |                                          |                                          |                                          |                                          |  |  |                                                                                                 |                                                                                                 |                                                                                                 |                                                                                                 |
|  | Yokohama F. Marinos                          | Yokohama F. Marinos                      | 2                                            | 2                                        | Vissel Kobe            | Vissel Kobe            | 1                                        | 1                                        |                                          |                                          |  |  |                                          |                                          |                                          |                                          |  |  |                                                                                                 |                                                                                                 |                                                                                                 |                                                                                                 |
|  | 18 août 2022 - Stade Urawa Komaba, Saitama   |                                          |                                              |                                          | Vissel Kobe            | Vissel Kobe            | 1                                        | 1                                        |                                          |                                          |  |  |                                          |                                          |                                          |                                          |  |  |                                                                                                 |                                                                                                 |                                                                                                 |                                                                                                 |
|  |                                              |                                          | Jeonbuk Hyundai Motors                       | Jeonbuk Hyundai Motors                   | 3 ap                   | 3 ap                   |                                          |                                          |                                          |                                          |  |  |                                          |                                          |                                          |                                          |  |  |                                                                                                 |                                                                                                 |                                                                                                 |                                                                                                 |
|  | Daegu FC                                     | Daegu FC                                 | Jeonbuk Hyundai Motors                       | Jeonbuk Hyundai Motors                   | 3 ap                   | 3 ap                   | 1                                        | 1                                        |                                          |                                          |  |  |                                          |                                          |                                          |                                          |  |  |                                                                                                 |                                                                                                 |                                                                                                 |                                                                                                 |
|  | Daegu FC                                     | Daegu FC                                 | 22 août 2022 - Stade Saitama 2002, Saitama   |                                          |                        |                        | 1                                        | 1                                        |                                          |                                          |  |  |                                          |                                          |                                          |                                          |  |  |                                                                                                 |                                                                                                 |                                                                                                 |                                                                                                 |
|  | Jeonbuk Hyundai Motors                       | Jeonbuk Hyundai Motors                   | 2 ap                                         | 2 ap                                     |                        |                        |                                          |                                          |                                          |                                          |  |  |                                          |                                          |                                          |                                          |  |  |                                                                                                 |                                                                                                 |                                                                                                 |                                                                                                 |
|  | Jeonbuk Hyundai Motors                       | Jeonbuk Hyundai Motors                   | 2 ap                                         | 2 ap                                     | Jeonbuk Hyundai Motors | Jeonbuk Hyundai Motors | 2 (1)                                    | 2 (1)                                    |                                          |                                          |  |  |                                          |                                          |                                          |                                          |  |  |                                                                                                 |                                                                                                 |                                                                                                 |                                                                                                 |
|  | 19 août 2022 - Stade Saitama 2002, Saitama   |                                          |                                              |                                          | Jeonbuk Hyundai Motors | Jeonbuk Hyundai Motors | 2 (1)                                    | 2 (1)                                    |                                          |                                          |  |  |                                          |                                          |                                          |                                          |  |  |                                                                                                 |                                                                                                 |                                                                                                 |                                                                                                 |
|  |                                              |                                          | Urawa Red Diamonds                           | Urawa Red Diamonds                       | 2 (3) ap               | 2 (3) ap               |                                          |                                          |                                          |                                          |  |  |                                          |                                          |                                          |                                          |  |  |                                                                                                 |                                                                                                 |                                                                                                 |                                                                                                 |
|  | Johor Darul Ta'zim                           | Johor Darul Ta'zim                       | Urawa Red Diamonds                           | Urawa Red Diamonds                       | 2 (3) ap               | 2 (3) ap               | 0                                        | 0                                        |                                          |                                          |  |  |                                          |                                          |                                          |                                          |  |  |                                                                                                 |                                                                                                 |                                                                                                 |                                                                                                 |
|  | Johor Darul Ta'zim                           | Johor Darul Ta'zim                       |                                              |                                          |                        |                        |                                          | 0                                        |                                          |                                          |  |  |                                          |                                          |                                          |                                          |  |  |                                                                                                 |                                                                                                 |                                                                                                 |                                                                                                 |
|  | Urawa Red Diamonds                           | Urawa Red Diamonds                       | 5                                            | 5                                        |                        |                        |                                          |                                          |                                          |                                          |  |  |                                          |                                          |                                          |                                          |  |  |                                                                                                 |                                                                                                 |                                                                                                 |                                                                                                 |
|  | Urawa Red Diamonds                           | Urawa Red Diamonds                       | 5                                            | 5                                        | Urawa Red Diamonds     | Urawa Red Diamonds     | 4                                        | 4                                        |                                          |                                          |  |  |                                          |                                          |                                          |                                          |  |  |                                                                                                 |                                                                                                 |                                                                                                 |                                                                                                 |
|  | 19 août 2022 - Stade Urawa Komaba, Saitama   |                                          |                                              |                                          | Urawa Red Diamonds     | Urawa Red Diamonds     | 4                                        | 4                                        |                                          |                                          |  |  |                                          |                                          |                                          |                                          |  |  |                                                                                                 |                                                                                                 |                                                                                                 |                                                                                                 |
|  |                                              |                                          | BG Pathum United                             | BG Pathum United                         | 0                      | 0                      |                                          |                                          |                                          |                                          |  |  |                                          |                                          |                                          |                                          |  |  |                                                                                                 |                                                                                                 |                                                                                                 |                                                                                                 |
|  | BG Pathum United                             | BG Pathum United                         | BG Pathum United                             | BG Pathum United                         | 0                      | 0                      | 4                                        | 4                                        |                                          |                                          |  |  |                                          |                                          |                                          |                                          |  |  |                                                                                                 |                                                                                                 |                                                                                                 |                                                                                                 |
|  | BG Pathum United                             | BG Pathum United                         |                                              |                                          |                        |                        |                                          | 4                                        |                                          |                                          |  |  |                                          |                                          |                                          |                                          |  |  |                                                                                                 |                                                                                                 |                                                                                                 |                                                                                                 |
|  | Kitchee SC                                   | Kitchee SC                               | 0                                            | 0                                        |                        |                        |                                          |                                          |                                          |                                          |  |  |                                          |                                          |                                          |                                          |  |  |                                                                                                 |                                                                                                 |                                                                                                 |                                                                                                 |
|  | Kitchee SC                                   | Kitchee SC                               | 0                                            | 0                                        |                        |                        |                                          |                                          |                                          |                                          |  |  |                                          |                                          |                                          |                                          |  |  |                                                                                                 |                                                                                                 |                                                                                                 |                                                                                                 |
|  |                                              |                                          |                                              |                                          |                        |                        |                                          |                                          |                                          |                                          |  |  |                                          |                                          |                                          |                                          |  |  |                                                                                                 |                                                                                                 |                                                                                                 |                                                                                                 |

## Nombre d'équipes par association et par tour

### Zone Ouest
| Association         |       | Barrages           | +   | Phase de groupes                              | Huitièmes de finale               | Quarts de finale      | Demi-finales | Finale     |
| ------------------- | ----- | ------------------ | --- | --------------------------------------------- | --------------------------------- | --------------------- | ------------ | ---------- |
| Qatar               |       |                    | +4  | 4 Al-Duhail, Al-Gharafa, Al-Rayyan, Al-Sadd   | 2 Al-Duhail, Al-Rayyan            | 1 Al-Duhail           | 1 Al-Duhail  |            |
| Arabie Saoudite     |       | 1 Al-Taawoun       | +3  | 4 Al Faisaly, Al-Hilal, Al-Shabab, Al-Taawoun | 3 Al Faisaly, Al-Hilal, Al-Shabab | 2 Al-Hilal, Al-Shabab | 1 Al-Hilal   | 1 Al-Hilal |
| Iran                |       |                    | +2  | 2 Foolad, Sepahan                             | 1 Foolad                          | 1 Foolad              |              |            |
| Émirats arabes unis |       | 2 Baniyas, Sharjah | +2  | 3 Al-Ahli, Al-Jazira, Sharjah                 | 1 Al-Ahli                         |                       |              |            |
| Irak                |       | 1 Al-Zawraa        | +1  | 1 Al-Qowa                                     |                                   |                       |              |            |
| Ouzbékistan         |       | 1 Qarshi           | +1  | 2 Pakhtakor, Qarshi                           | 1 Qarshi                          |                       |              |            |
| Jordanie            |       |                    | +1  | 1 Al Weehdat                                  |                                   |                       |              |            |
| Inde                |       |                    | +1  | 1 Mumbai                                      |                                   |                       |              |            |
| Tadjikistan         |       |                    | +1  | 1 Istiklol                                    |                                   |                       |              |            |
| Turkménistan        |       |                    | +1  | 1 Ahal Änew                                   |                                   |                       |              |            |
| Syrie               |       | 1 Al Jaish         |     |                                               |                                   |                       |              |            |
| Total               | Total | 6                  | +17 | 20                                            | 8                                 | 4                     | 2            | 1          |

### Zone Est
| Associations |       | Barrages                    | +   | Phase de groupes                  | Huitièmes de finale     | Quarts de finale | Demi-finales | Finale  |
| ------------ | ----- | --------------------------- | --- | --------------------------------- | ----------------------- | ---------------- | ------------ | ------- |
| Chine        |       | 1 Changchun                 | +3  | 2 Guangzhou, Shandong, Shanghai   |                         |                  |              |         |
| Japon        |       | 1 Kobe                      | +3  | 4 Kawasaki, Urawa, Kobe, Yokohama | 3 Urawa, Kobe, Yokohama | 2 Urawa, Kobe    | 1 Urawa      | 1 Urawa |
| Corée du Sud |       | 2 Daegu, Ulsan              | +2  | 4 Daegu, Jeonbuk, Jeonnam, Ulsan  | 2 Daegu, Jeonbuk        | 1 Jeonbuk        | 1 Jeonbuk    |         |
| Thaïlande    |       | 2 Buriram, Thai             | +2  | 2 Chiangrai, Pathum               | 1 Pathum                | 1 Pathum         |              |         |
| Australie    |       | 2 Sydney, Melbourne Victory | +1  | 2 Melbourne City, Sydney          |                         |                  |              |         |
| Philippines  |       |                             | +1  | 1 United                          |                         |                  |              |         |
| Viêtnam      |       |                             | +1  | 1 Hoàng                           |                         |                  |              |         |
| Malaisie     |       |                             | +1  | 1 Johor                           | 1 Johor                 |                  |              |         |
| Singapour    |       |                             | +1  | 1 Lion City                       |                         |                  |              |         |
| Hong Kong    |       |                             | +1  | 1 Kitchee                         | 1 Kitchee               |                  |              |         |
| Total        | Total | 8                           | +16 | 19                                | 8                       | 4                | 2            | 1       |